# Гандбол на літніх Олімпійських іграх 2020 — кваліфікація (жінки)
На жіночий гандбольний турнір на Олімпійських іграх 2020 кваліфікувалися дванадцять команд: господарі, чемпіони світу, чотири чемпіони континентів та шість команд зі світових олімпійських кваліфікаційних турнірів. Олімпіаду перенесено на 2021 рік через пандемію COVID-19).

## Підсумки кваліфікації
| Кваліфікація                                                | Дата                               | Господар     | Квоти | Кваліфікувалась     |
| ----------------------------------------------------------- | ---------------------------------- | ------------ | ----- | ------------------- |
| Вибір країни-господарки                                     | 7 вересня 2013 року                | Буенос-Айрес | 1     | Японія              |
| Чемпіонат Європи 2018                                       | 29 листопада — 16 грудня 2018 року | Франція      | 1     | Франція             |
| Панамериканські ігри 2019                                   | 24—30 липня 2019 року              | Ліма         | 1     | Бразилія            |
| Азійський жіночий кваліфікаційний турнір 2019               | 23—29 вересня 2019 року            | Чучжоу       | 1     | Південна Корея      |
| Африканський кваліфікаційний турнір 2019                    | 26—29 вересня 2019 року            | Дакар        | 1     | Ангола              |
| Чемпіонат світу 2019                                        | 29 листопада — 15 грудня 2019 року | Японія       | 1     | Нідерланди          |
| Жіночий олімпійський кваліфікаційний турнір з гандболу 2020 | 19—21 березня 2021 року            | Лірія        | 2     | Іспанія Швеція      |
| Жіночий олімпійський кваліфікаційний турнір з гандболу 2020 | 19—21 березня 2021 року            | Дьєр         | 2     | Угорщина · ОКР      |
| Жіночий олімпійський кваліфікаційний турнір з гандболу 2020 | 19—21 березня 2021 року            | Подгориця    | 2     | Чорногорія Норвегія |
| Загалом                                                     |                                    |              | 12    |                     |

## Легенда способу кваліфікації
| Легенда способу кваліфікації                                                                         |
| --- |
| Команда кваліфікувалась з чемпіонату світу безпосередньо на Олімпіаду 2020                           |
| Команда кваліфікувалась з континентальних турнірів або як господарка безпосередньо на Олімпіаду 2020 |
| Команда кваліфікувалась з чемпіонату світу на олімпійські кваліфікаційні турніри                     |
| Команда кваліфікувалась з континентальних турнірів на олімпійські кваліфікаційні турніри             |

## Країна-господарка
- Японія

## Чемпіонат світу
| Місце | Команда        |
| ----- | -------------- |
| 1     | Нідерланди     |
| 2     | Іспанія        |
| 3     | Росія          |
| 4     | Норвегія       |
| 5     | Чорногорія     |
| 6     | Сербія         |
| 7     | Швеція         |
| 8     | Німеччина      |
| 9     | Данія          |
| 10    | Японія         |
| 11    | Південна Корея |
| 12    | Румунія        |
| 13    | Франція        |
| 14    | Угорщина       |
| 15    | Ангола         |
| 16    | Аргентина      |
| 17    | Бразилія       |
| 18    | Сенегал        |
| 19    | Словенія       |
| 20    | ДР Конго       |
| 21    | Куба           |
| 22    | Казахстан      |
| 23    | КНР            |
| 24    | Австралія      |

## Континентальна кваліфікація

### Європа
| Місце | Команда    |
| ----- | ---------- |
| 1     | Франція    |
| 2     | Росія      |
| 3     | Нідерланди |
| 4     | Румунія    |
| 5     | Норвегія   |
| 6     | Швеція     |
| 7     | Угорщина   |
| 8     | Данія      |
| 9     | Чорногорія |
| 10    | Німеччина  |
| 11    | Сербія     |
| 12    | Іспанія    |
| 13    | Словенія   |
| 14    | Польща     |
| 15    | Чехія      |
| 16    | Хорватія   |

### Америка
| Місце | Команда                  |
| ----- | ------------------------ |
| 1     | Бразилія                 |
| 2     | Аргентина                |
| 3     | Куба                     |
| 4     | США                      |
| 5     | Домініканська Республіка |
| 6     | Пуерто-Рико              |
| 7     | Канада                   |
| 8     | Перу                     |

### Азія
Турнір проходив у Чучжоу (Китайська Народна Республіка) від 23 до 29 вересня 2019 року.
Вказано місцевий час (UTC+8).
| Поз | Команда        | І | В | Н | П | ГЗ  | ГП  | РГ  | О  | Кваліфікація                |
| --- | -------------- | - | - | - | - | --- | --- | --- | -- | --------------------------- |
| 1   | Південна Корея | 5 | 5 | 0 | 0 | 181 | 93  | +88 | 10 | Літні Олімпійські ігри 2020 |
| 2   | КНР (H)        | 5 | 3 | 0 | 2 | 138 | 103 | +35 | 6  |                             |
| 3   | Північна Корея | 5 | 3 | 0 | 2 | 142 | 115 | +27 | 6  |                             |
| 4   | Казахстан      | 5 | 3 | 0 | 2 | 133 | 110 | +23 | 6  | Кваліфікаційні турніри      |
| 5   | Гонконг        | 5 | 1 | 0 | 4 | 86  | 165 | −79 | 2  |                             |
| 6   | Таїланд        | 5 | 0 | 0 | 5 | 86  | 180 | −94 | 0  |                             |

1. 1 2 3  China 2 Pts, +4 GD; North Korea 2 Pts, +1 GD, Kazakhstan 2 Pts, −5 GD

| 23 вересня 2019 14:00 | Казахстан | 30–16 | Гонконг | Гандбольний стадіон Чучжоу, Чучжоу Судді: Лі, Лі Південна Корея |
| 23 вересня 2019 14:00 | (16–7)    |       |         | Гандбольний стадіон Чучжоу, Чучжоу Судді: Лі, Лі Південна Корея |
| 23 вересня 2019 14:00 |           |       |         | Гандбольний стадіон Чучжоу, Чучжоу Судді: Лі, Лі Південна Корея |

| 23 вересня 2019 16:00 | Південна Корея | 39–21 | Північна Корея | Гандбольний стадіон Чучжоу, Чучжоу Судді: Чен, Чжоу КНР |
| 23 вересня 2019 16:00 | (20–10)        |       |                | Гандбольний стадіон Чучжоу, Чучжоу Судді: Чен, Чжоу КНР |
| 23 вересня 2019 16:00 |                |       |                | Гандбольний стадіон Чучжоу, Чучжоу Судді: Чен, Чжоу КНР |

| 23 вересня 2019 18:00 | КНР    | 36–17 | Таїланд | Гандбольний стадіон Чучжоу, Чучжоу Судді: Ота, Сімадзірі Японія |
| 23 вересня 2019 18:00 | (17–9) |       |         | Гандбольний стадіон Чучжоу, Чучжоу Судді: Ота, Сімадзірі Японія |
| 23 вересня 2019 18:00 |        |       |         | Гандбольний стадіон Чучжоу, Чучжоу Судді: Ота, Сімадзірі Японія |

| 24 вересня 2019 14:00 | Південна Корея | 29–25 | Казахстан | Гандбольний стадіон Чучжоу, Чучжоу Судді: Альпаїдзе, Березкіна Росія |
| 24 вересня 2019 14:00 | (15–13)        |       |           | Гандбольний стадіон Чучжоу, Чучжоу Судді: Альпаїдзе, Березкіна Росія |
| 24 вересня 2019 14:00 |                |       |           | Гандбольний стадіон Чучжоу, Чучжоу Судді: Альпаїдзе, Березкіна Росія |

| 24 вересня 2019 16:00 | Гонконг | 33–22 | Таїланд | Гандбольний стадіон Чучжоу, Чучжоу Судді: Ота, Сімадзірі Японія |
| 24 вересня 2019 16:00 | (19–10) |       |         | Гандбольний стадіон Чучжоу, Чучжоу Судді: Ота, Сімадзірі Японія |
| 24 вересня 2019 16:00 |         |       |         | Гандбольний стадіон Чучжоу, Чучжоу Судді: Ота, Сімадзірі Японія |

| 24 вересня 2019 18:00 | Північна Корея | 25–22 | КНР | Гандбольний стадіон Чучжоу, Чучжоу Судді: Аль-Ватані, Камбер Бахрейн |
| 24 вересня 2019 18:00 | (11–11)        |       |     | Гандбольний стадіон Чучжоу, Чучжоу Судді: Аль-Ватані, Камбер Бахрейн |
| 24 вересня 2019 18:00 |                |       |     | Гандбольний стадіон Чучжоу, Чучжоу Судді: Аль-Ватані, Камбер Бахрейн |

| 26 вересня 2019 14:00 | Таїланд | 14–40 | Південна Корея | Гандбольний стадіон Чучжоу, Чучжоу Судді: Аль-Ватані, Камбер Бахрейн |
| 26 вересня 2019 14:00 | (6–21)  |       |                | Гандбольний стадіон Чучжоу, Чучжоу Судді: Аль-Ватані, Камбер Бахрейн |
| 26 вересня 2019 14:00 |         |       |                | Гандбольний стадіон Чучжоу, Чучжоу Судді: Аль-Ватані, Камбер Бахрейн |

| 26 вересня 2019 16:00 | Казахстан | 24–22 | Північна Корея | Гандбольний стадіон Чучжоу, Чучжоу Судді: Чен, Чжоу КНР |
| 26 вересня 2019 16:00 | (12–10)   |       |                | Гандбольний стадіон Чучжоу, Чучжоу Судді: Чен, Чжоу КНР |
| 26 вересня 2019 16:00 |           |       |                | Гандбольний стадіон Чучжоу, Чучжоу Судді: Чен, Чжоу КНР |

| 26 вересня 2019 18:00 | КНР    | 34–10 | Гонконг | Гандбольний стадіон Чучжоу, Чучжоу Судді: Лі, Лі Південна Корея |
| 26 вересня 2019 18:00 | (21–4) |       |         | Гандбольний стадіон Чучжоу, Чучжоу Судді: Лі, Лі Південна Корея |
| 26 вересня 2019 18:00 |        |       |         | Гандбольний стадіон Чучжоу, Чучжоу Судді: Лі, Лі Південна Корея |

| 27 вересня 2019 14:00 | Північна Корея | 36–16 | Таїланд | Гандбольний стадіон Чучжоу, Чучжоу Судді: Лі, Лі Південна Корея |
| 27 вересня 2019 14:00 | (18–8)         |       |         | Гандбольний стадіон Чучжоу, Чучжоу Судді: Лі, Лі Південна Корея |
| 27 вересня 2019 14:00 |                |       |         | Гандбольний стадіон Чучжоу, Чучжоу Судді: Лі, Лі Південна Корея |

| 27 вересня 2019 16:00 | Гонконг | 13–41 | Південна Корея | Гандбольний стадіон Чучжоу, Чучжоу Судді: Аль-Ватані, Камбер Бахрейн |
| 27 вересня 2019 16:00 | (4–21)  |       |                | Гандбольний стадіон Чучжоу, Чучжоу Судді: Аль-Ватані, Камбер Бахрейн |
| 27 вересня 2019 16:00 |         |       |                | Гандбольний стадіон Чучжоу, Чучжоу Судді: Аль-Ватані, Камбер Бахрейн |

| 27 вересня 2019 18:00 | Казахстан | 19–26 | КНР | Гандбольний стадіон Чучжоу, Чучжоу Судді: Альпаїдзе, Березкіна Росія |
| 27 вересня 2019 18:00 | (10–12)   |       |     | Гандбольний стадіон Чучжоу, Чучжоу Судді: Альпаїдзе, Березкіна Росія |
| 27 вересня 2019 18:00 |           |       |     | Гандбольний стадіон Чучжоу, Чучжоу Судді: Альпаїдзе, Березкіна Росія |

| 29 вересня 2019 14:00 | Таїланд | 17–35 | Казахстан | Гандбольний стадіон Чучжоу, Чучжоу Судді: Ота, Сімадзірі Японія |
| 29 вересня 2019 14:00 | (8–16)  |       |           | Гандбольний стадіон Чучжоу, Чучжоу Судді: Ота, Сімадзірі Японія |
| 29 вересня 2019 14:00 |         |       |           | Гандбольний стадіон Чучжоу, Чучжоу Судді: Ота, Сімадзірі Японія |

| 29 вересня 2019 16:00 | Гонконг | 14–38 | Північна Корея | Гандбольний стадіон Чучжоу, Чучжоу Судді: Чен, Чжоу КНР |
| 29 вересня 2019 16:00 | (6–19)  |       |                | Гандбольний стадіон Чучжоу, Чучжоу Судді: Чен, Чжоу КНР |
| 29 вересня 2019 16:00 |         |       |                | Гандбольний стадіон Чучжоу, Чучжоу Судді: Чен, Чжоу КНР |

| 29 вересня 2019 18:00 | КНР    | 20–32 | Південна Корея | Гандбольний стадіон Чучжоу, Чучжоу Судді: Альпаїдзе, Березкіна Росія |
| 29 вересня 2019 18:00 | (8–17) |       |                | Гандбольний стадіон Чучжоу, Чучжоу Судді: Альпаїдзе, Березкіна Росія |
| 29 вересня 2019 18:00 |        |       |                | Гандбольний стадіон Чучжоу, Чучжоу Судді: Альпаїдзе, Березкіна Росія |

### Африка
Турнір проходив у Дакарі (Сенегал) від 3 26 до 29 вересня 2019 року.
Вказано місцевий час (UTC+0).
| Поз | Команда     | І | В | Н | П | ГЗ | ГП | РГ  | О | Кваліфікація                |
| --- | ----------- | - | - | - | - | -- | -- | --- | - | --------------------------- |
| 1   | Ангола      | 2 | 2 | 0 | 0 | 51 | 35 | +16 | 4 | Літні Олімпійські ігри 2020 |
| 2   | Сенегал (H) | 2 | 1 | 0 | 1 | 43 | 40 | +3  | 2 |                             |
| 3   | ДР Конго    | 2 | 0 | 0 | 2 | 39 | 58 | −19 | 0 |                             |
| 4   | Камерун     | 0 | 0 | 0 | 0 | 0  | 0  | 0   | 0 | Знялись                     |

| 26 вересня 2019 18:00 | Ангола  | 29–21 | ДР Конго | Dakar Arena, Дакар |
| 26 вересня 2019 18:00 | (19–12) |       |          | Dakar Arena, Дакар |
| 26 вересня 2019 18:00 |         |       |          | Dakar Arena, Дакар |

| 27 вересня 2019 18:00 | ДР Конго | 18–29 | Сенегал | Dakar Arena, Дакар |
| 27 вересня 2019 18:00 | (8–11)   |       |         | Dakar Arena, Дакар |
| 27 вересня 2019 18:00 |          |       |         | Dakar Arena, Дакар |

| 29 вересня 2019 18:00 | Сенегал | 14–22 | Ангола | Dakar Arena, Дакар |
| 29 вересня 2019 18:00 | (6–12)  |       |        | Dakar Arena, Дакар |
| 29 вересня 2019 18:00 |         |       |        | Dakar Arena, Дакар |

## Олімпійські кваліфікаційні турніри

### Олімпійський кваліфікаційний турнір 2020 #1
| Поз | Команда     | І | В | Н | П | ГЗ | ГП | РГ  | О | Кваліфікація                |
| --- | ----------- | - | - | - | - | -- | -- | --- | - | --------------------------- |
| 1   | Іспанія (H) | 2 | 1 | 1 | 0 | 59 | 44 | +15 | 3 | Літні Олімпійські ігри 2020 |
| 2   | Швеція      | 2 | 1 | 1 | 0 | 62 | 49 | +13 | 3 | Літні Олімпійські ігри 2020 |
| 3   | Аргентина   | 2 | 0 | 0 | 2 | 37 | 65 | −28 | 0 |                             |

1. 1 2  Spain 28–28 Sweden

### Олімпійський кваліфікаційний турнір 2020 #2
| Поз | Команда      | І | В | Н | П | ГЗ  | ГП  | РГ  | О | Кваліфікація                |
| --- | ------------ | - | - | - | - | --- | --- | --- | - | --------------------------- |
| 1   | Росія        | 3 | 3 | 0 | 0 | 91  | 73  | +18 | 6 | Літні Олімпійські ігри 2020 |
| 2   | Угорщина (H) | 3 | 2 | 0 | 1 | 100 | 71  | +29 | 4 | Літні Олімпійські ігри 2020 |
| 3   | Сербія       | 3 | 1 | 0 | 2 | 89  | 70  | +19 | 2 |                             |
| 4   | Казахстан    | 3 | 0 | 0 | 3 | 75  | 121 | −46 | 0 |                             |

### Олімпійський кваліфікаційний турнір 2020 #3
| Поз | Команда        | І | В | Н | П | ГЗ | ГП | РГ | О | Кваліфікація                |
| --- | -------------- | - | - | - | - | -- | -- | -- | - | --------------------------- |
| 1   | Чорногорія (H) | 2 | 1 | 0 | 1 | 53 | 51 | +2 | 2 | Літні Олімпійські ігри 2020 |
| 2   | Норвегія       | 2 | 1 | 0 | 1 | 52 | 52 | 0  | 2 | Літні Олімпійські ігри 2020 |
| 3   | Румунія        | 2 | 1 | 0 | 1 | 52 | 54 | −2 | 2 |                             |